# Hermandad de Cristo de Selbitz
La Comunidad de la Hermandad de Cristo de Selbitz (oficialmente en alemán: Communität Christusbruderschaft Selbitz) es una orden religiosa mixta de la Iglesia evangélica luterana de Baviera, fundada por el pastor Walter Hümmer y su esposa Hanna Hümmer en Schwarzenbach an der Saale (Alemania), en 1948. A los religiosos de esta organización se les da el título de hermanos o hermanas y posponen a sus nombres las siglas CCB.

## Historia

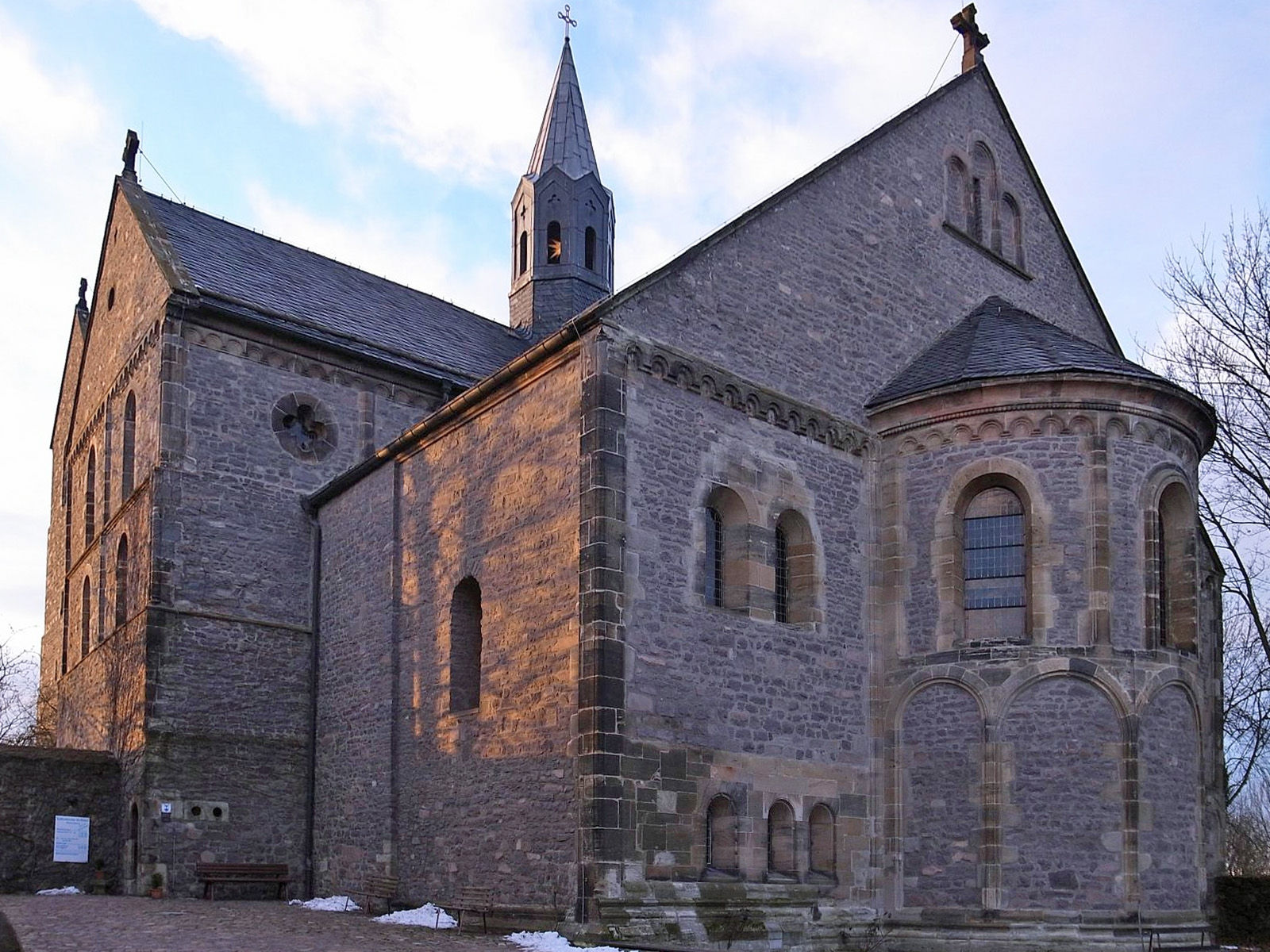
El antiguo monasterio agustino de Petersberg, acoge hoy a una comunidad de la hermandad.

Los orígenes de la hermandad resalen al despertar religioso que había vivido la parroquia de Schwarzenbach, luego de los acontecimientos de la Segunda Guerra Mundial. Un grupo de parroquianos, en torno al pastor Walter Hümmer y su esposa Hanna, empezaron a reunirse continuamente para el estudio de la Biblia. El Viernes Santo de 1948, algunos de ellos decidieron iniciar una comunidad de consagrados. Luego de haber madurado la idea, el 1 de enero de 1949 iniciaron a vivir en común, con la incomprensión del pueblo que no entendía la idea de un monacato protestante, razón por la cual el pastor fue trasladado, por sus superiores, a Selbitz. Hasta ese lugar lo siguieron los miembros de la pequeña comunidad y, un ambiente más favorable a la idea, fundaron la casa madre de la comunidad.
En 1984, veintiún miembros de la hermandad, abandonaron la comunidad de Selbitz y fundaron una nueva orden religiosa, en Falkenstein, conservando el mismo nombre, Hermandad de Cristo de Falkenstein.

## Organización
La Hermandad de Cristo es un instituto religioso protestante centralizado, el gobierno lo ejerce el pastor de la comunidad de Selbitz, donde se encuentra la sede central, único monasterio propiamente dicho. Fuera de esta los miembros se organizan en pequeñas comunidades a las que llaman hermandades. Está integrado por hombres y mujeres que se comprometen a vivir según los consejos evangélicos de castidad, pobreza y obediencia, sin emitir profesión pública de votos. Junto a la comunidad de consagrados, existen también una rama de terciarios u oblatos.
Los hermanos se dedican a la atención del culto, a la diaconía, al servicio de la Iglesia evangélica luterana de Baviera, retiros espirituales para jóvenes, atención a hospitales y otras actividades. Están presentes en Alemania y Sudáfrica.